# Culture du Soudan

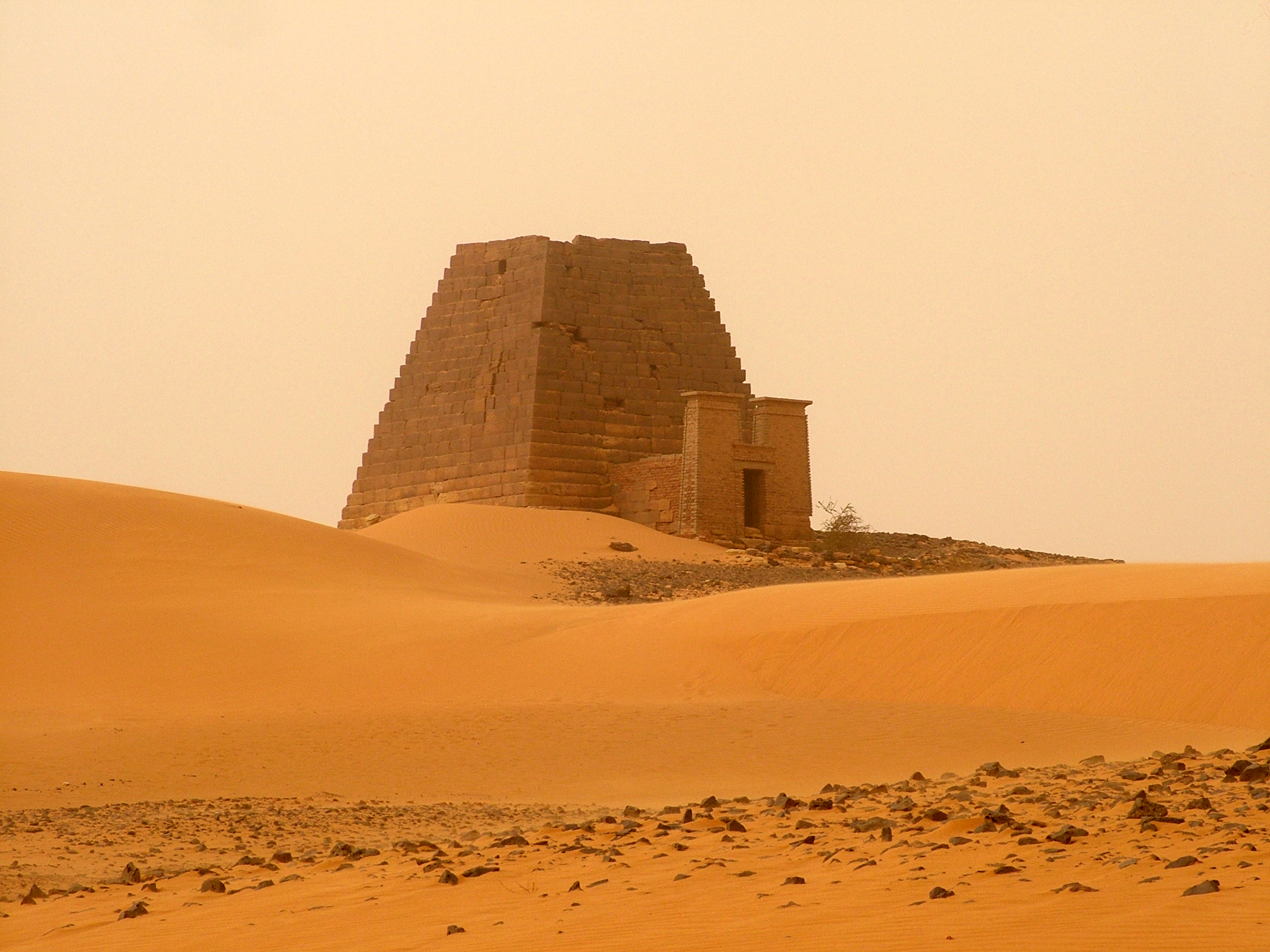
Pyramide Natakamani à Méroé.

La culture du Soudan se veut un aperçu de la multitude des pratiques culturelles observables des 30 000 000 d'habitants des deux Soudans.

## Langues et peuples
- Langues au Soudan, dont les deux langues officielles, l'arabe et l'anglais
- Langues du Soudan (environ 70 langues, et 600 dialectes)
  - arabe dialectal, arabe standard moderne, arabe tchadien, arabe soudanais
  - badja, berta, birgid, caning, sazaga, domari, four, gaagmg, gumuz, haoussa, komo
  - masalit, moro, nobiin, opo, otoro, sungor, tigré, zagawa

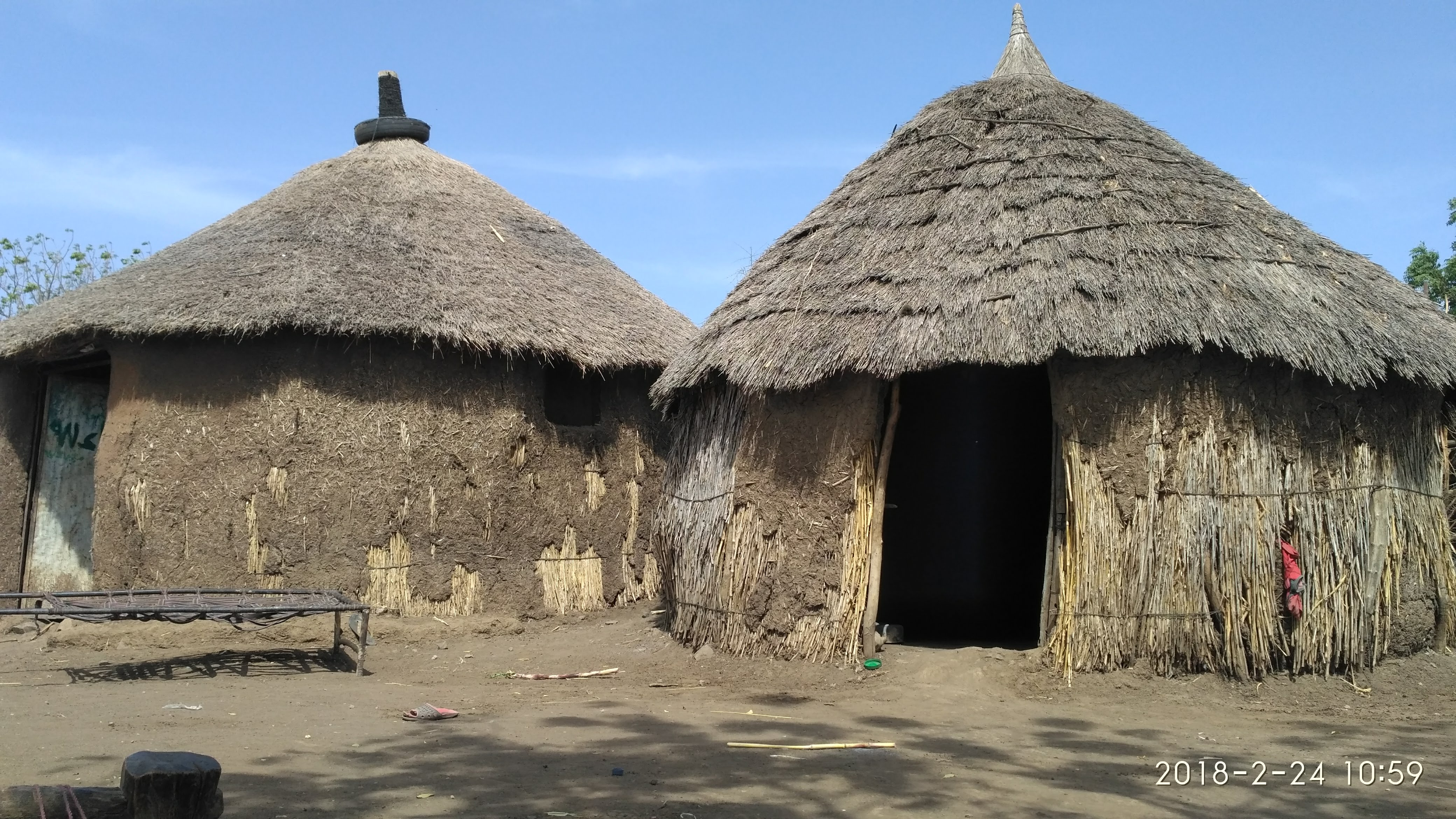
Habitat traditionnel de l'est et du sud.

- Groupes ethniques au Soudan (environ 400, dont des Nawars (en) et des Romanis soudanais (en))
  - Ababdeh, Arabe, Awlad Mana, Baggara, Bedja, Berta, Bisharin
  - Dadjo, Diawara, Dinka, Dongalawi, Four, Kunama, Lendu-Bindi
  - Magyarabes, Masalit, Nouba, Rizeigat, Tama, Zaghawa
- Sudanese Encyclopedia of Tribes and Genealogies (en) (1996), de Awn Alsharif Qasim (1933-2006)
- Liste des groupes ethniques d'Afrique
- Diaspora sud-soudanaise (en)

## Traditions

### Religion(s)

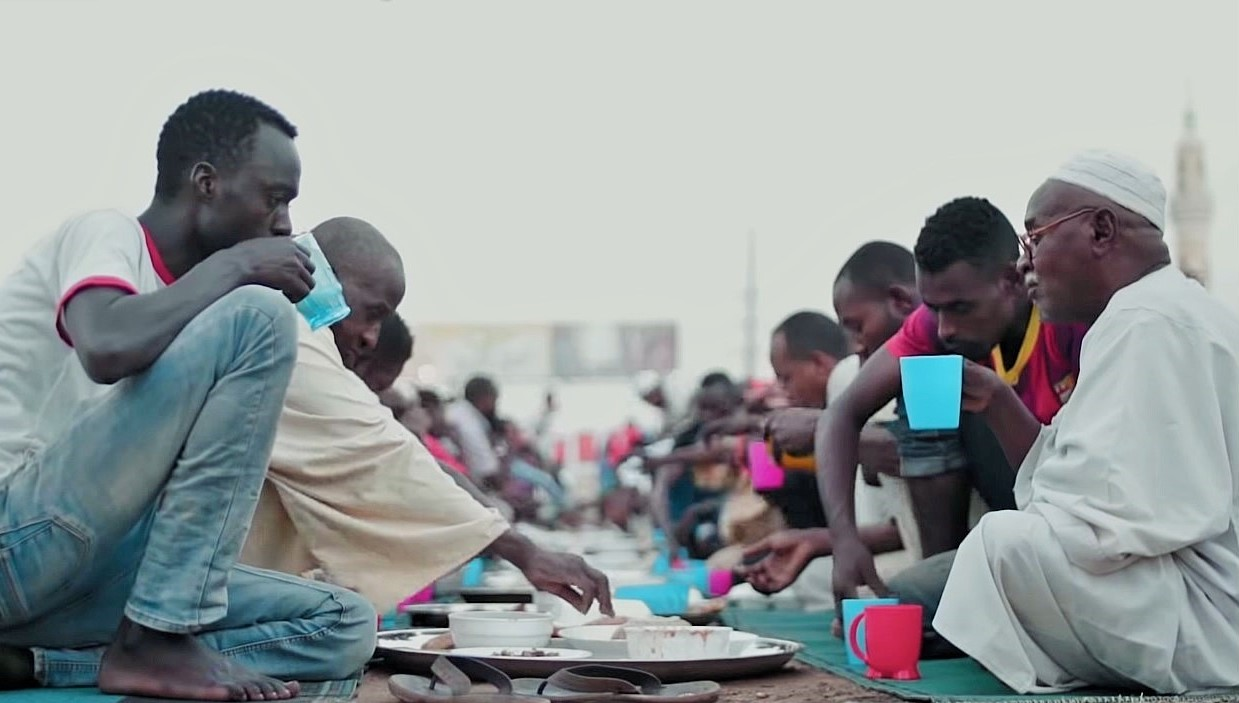
Petit-déjeuner dans la rue pendant le Ramadan.

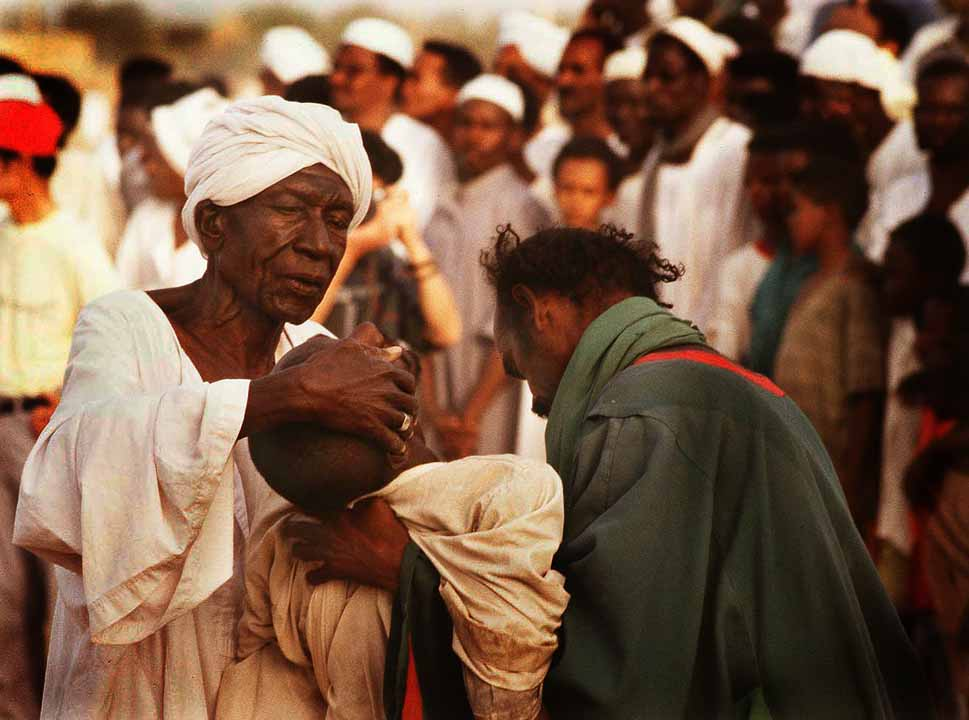
Rituel soufi à Khartoum.

- Religions traditionnelles africaines, Animisme, Fétichisme, Esprit tutélaire, Mythologies africaines
- Religion en Afrique, Christianisme en Afrique, Islam en Afrique
- Islam radical en Afrique noire
- Anthropologie religieuse
- Religion au Soudan
  - Islam au Soudan (97 % officiellement), Sunnisme, Chiisme, Soufisme, Charia
  - Christianisme au Soudan (en) (1,5 % officiellement), catholicisme, diverses églises protestantes, et Coptes au Soudan (en)
  - Liberté de religion au Soudan
  - Histoire des Juifs au Soudan
  - Hindouisme, Sikkisme
  - Athéisme, Irréligion : interdiction
  - Religions indigènes

### Symboles
- Armoiries du Soudan
- Drapeau du Soudan
- Nahnu Djundulla Djundulwatan, hymne national
- Messager sagittaire (Sagittarius serpentarius), oiseau symbole national
- Dieu, peuple, patrie, devise nationale

### Famille

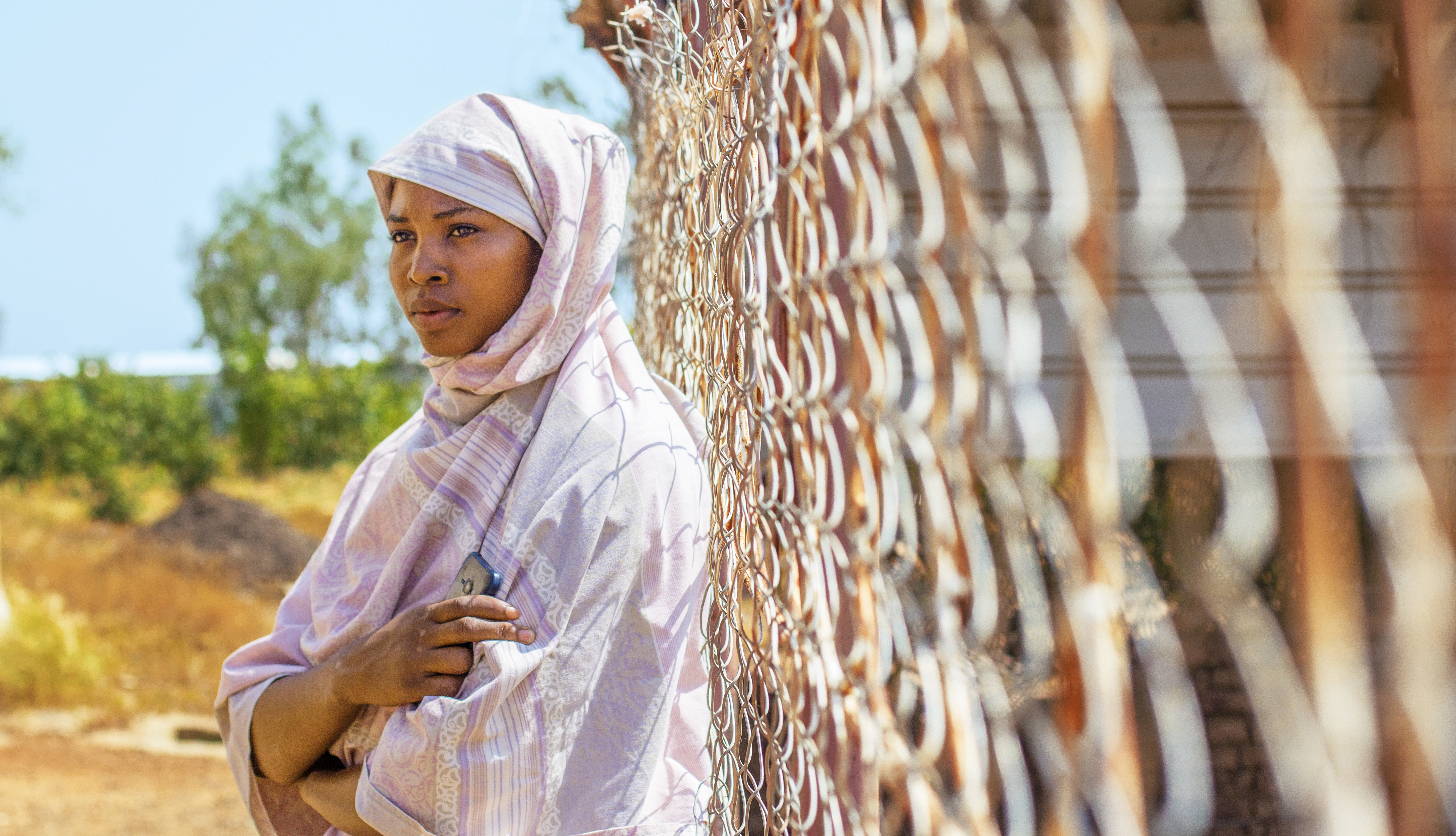
Jeune Soudanaise avec son téléphone portable (2018).

### Fêtes
| Date                              | Nom français    | Nom local | Remarques                                    |
| --------------------------------- | --------------- | --------- | -------------------------------------------- |
| 1er janvier                       | Fête nationale  |           | Indépendance du Soudan                       |
| 27 mars                           | Fête de l'Unité |           | Commémore l'accord d’Addis-Abeba de 1972     |
| Varie selon le calendrier lunaire | Aïd el-Fitr     |           | Fin du mois musulman du Ramadan              |
| Varie selon le calendrier lunaire | Aïd el-Kebir    |           | Fin du pèlerinage musulman à la Mecque       |
| 25 décembre                       | Noël            |           | Naissance de Jésus Christ pour les chrétiens |

## Vie sociale

### Société
- Nomadisme
- Sudanese Encyclopedia of Tribes and Genealogies (en)
- Centre d'études et de documentation économiques, juridiques et sociales
- Personnalités soudanaises

### Éducation
- Éducation au Soudan (en)
- Université d'Al Jazirah
- Centre de recherche sur le mycétome
- Université islamique d'Omdourman
- Université du Kordofan

### Divers
- Alcool au Soudan (en)
- Inégalité de genre au Soudan ; MANSAM
- Droits de l'homme au Soudan
- Peine de mort au Soudan (en)
- Girifna (en), mouvement non-violent
- Trafic d'êtres humains au Soudan (en)
- Droits LGBT au Soudan
- Les Enfants Perdus du Soudan (en)
- Racisme au Soudan (en)
- Esclavage au Soudan
- Abeed
- Corruption au Soudan
- Terrorisme au Soudan (en)
- List of conflicts in Sudan (en)
- Liste des sites d'information au Soudan et au Soudan du Sud
  - Première guerre civile soudanaise (1955-1972), seconde guerre civile soudanaise (1983-2005)
  - Référendum sur l'indépendance du Soudan du Sud (2011), conflit au Kordofan du Sud (2011-)
- Satellite Sentinel Project (en) (2010)

### État
- Histoire du Soudan
- Conflits avec des nomades au Soudan (en)
- Émigration[1],[2],[3]
- Diaspora[4]

## Arts de la table

### Cuisine(s)

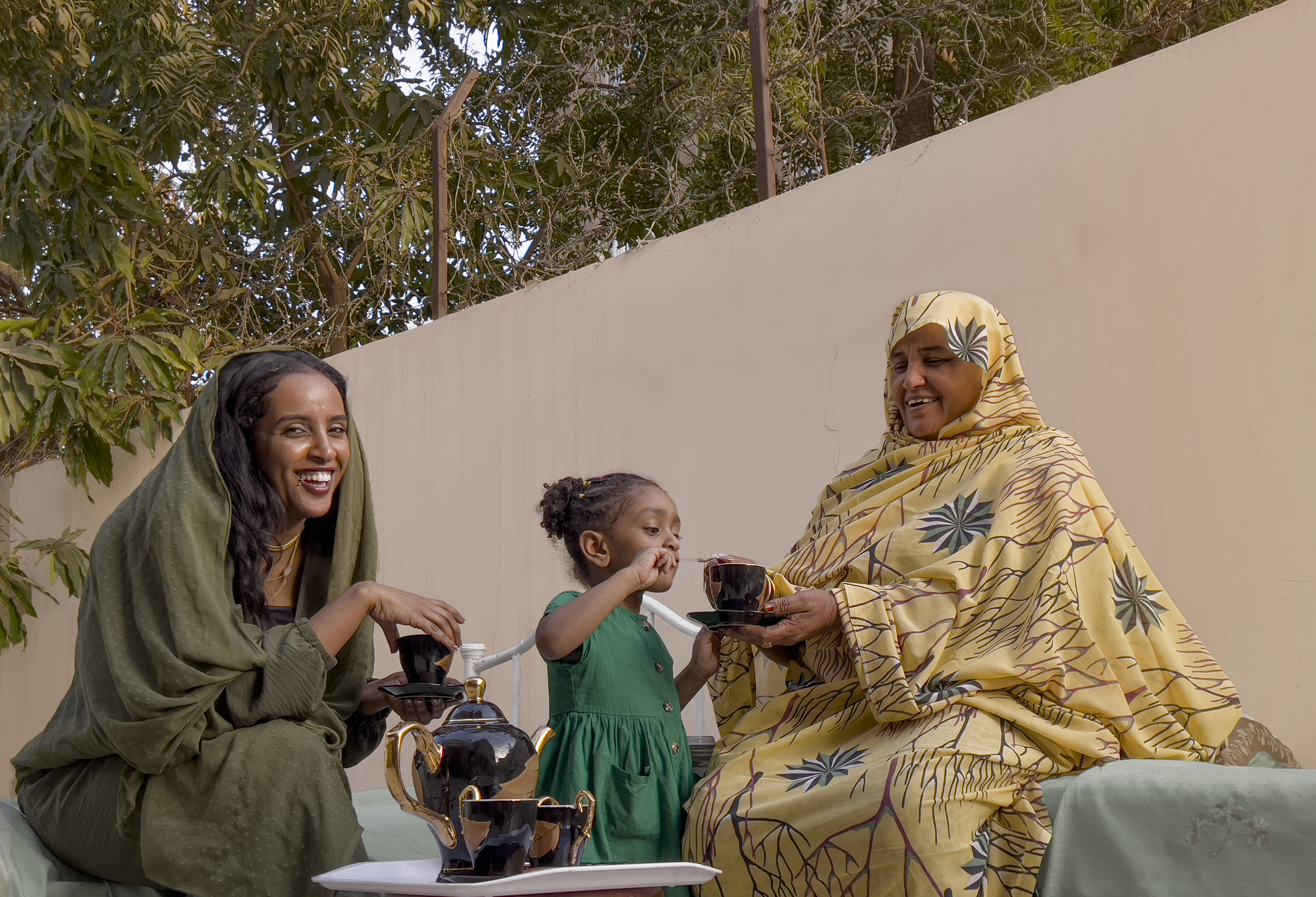
Transmission de la tradition.

- Cuisine soudanaise[5],[6]
- Galette kisra
- Foul, Shayaa, Suya
- Fesikh

### Boisson(s)
- Café jabana
- Araqi ou araki, alcool de datte, interdit

## Santé
Santé au Soudan (en)
- Accès à l'eau, traitement des eaux, réservoirs, irrigation
- Dénutrition, malnutrition, famines (Famine de 1998 au Soudan)
- Malaria, fièvre jaune, mal de tête (nodding disease), HIV/Aids, maladies dentaires
- Mortalité maternelle et infantile

### Jeux populaires
- Alemungula (en)
- Anywoli (en)
- Dala (jeu) (en)
- El Arnab (en)

### Sports

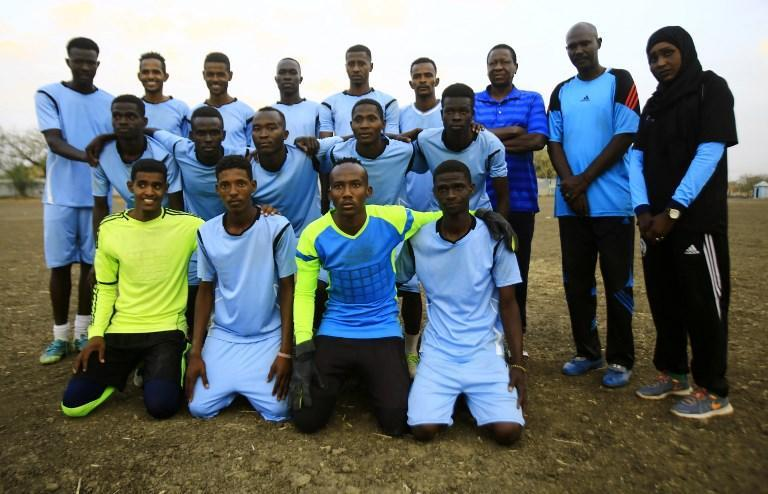
Salma al-Majidi, première femme coach d'un club de football masculin au Soudan.

- Sports au Soudan, athlétisme, basket-ball, football, hand-ball, tennis, volley-ball
- Sportifs soudanais, Sportives soudanaises
- Soudan aux Jeux olympiques
- Soudan aux Jeux du Commonwealth
- Soudan aux Jeux paralympiques
- Jeux africains ou Jeux panafricains, depuis 1965, tous les 4 ans (...2011-2015-2019...)

### Arts martiaux
- Liste des luttes traditionnelles africaines par pays

## Artisanats

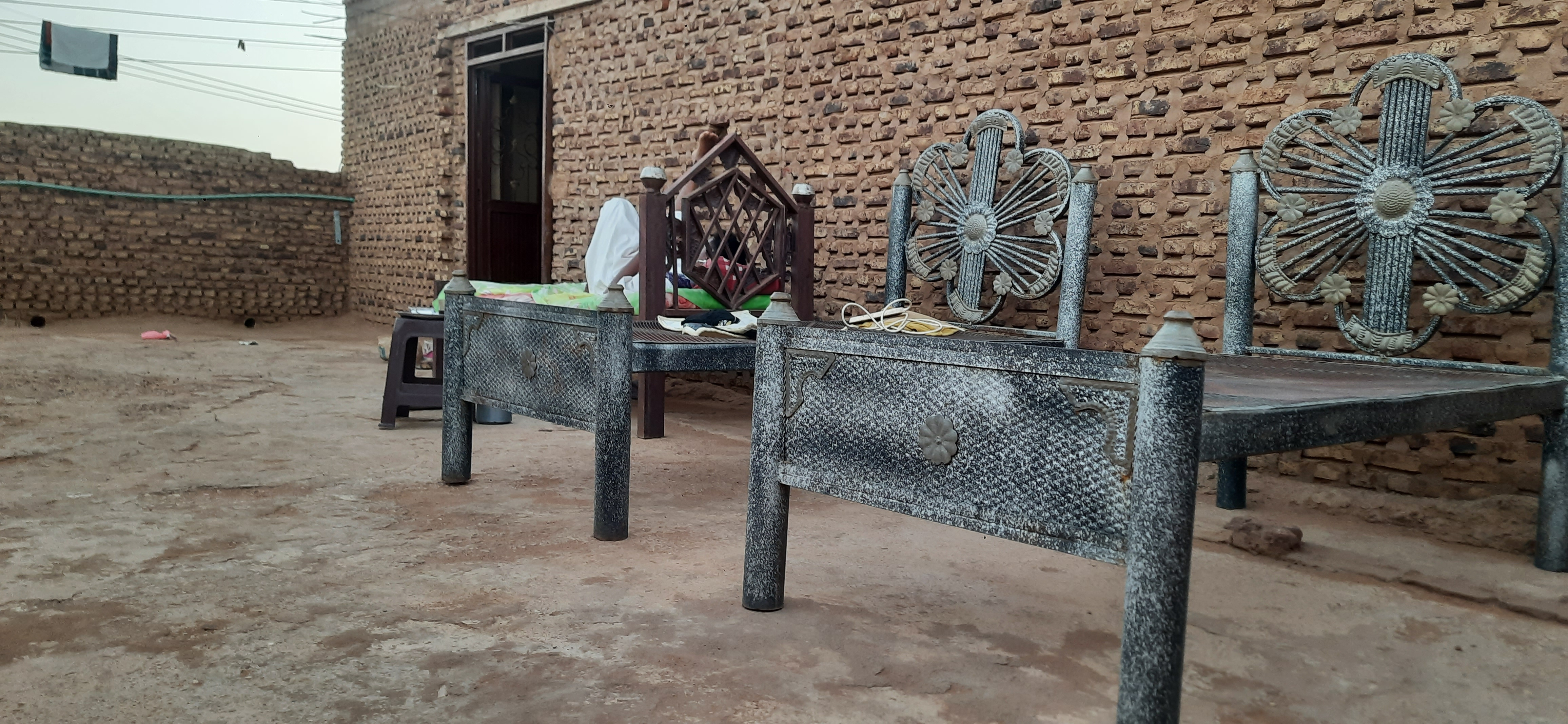
Lits traditionnels décorés.

- Arts appliqués, Arts décoratifs, Arts mineurs, Artisanat d'art, Artisan(s), Trésor humain vivant, Maître d'art
- Artisanats par pays, Artistes par pays

Les savoir-faire liés à l’artisanat traditionnel relèvent (pour partie) du patrimoine culturel immatériel de l'humanité.
Mais une grande partie des techniques artisanales ont régressé, ou disparu, dès le début de la colonisation, et plus encore avec la globalisation, sans qu'elles aient été suffisamment recensées et documentées.

## Médias
- Média au Soudan (en)
- Télécommunications au Soudan (en)

En 2009, le classement mondial sur la liberté de la presse établi chaque année par Reporters sans frontières situe le Soudan au 148e rang sur 175 pays. Une « situation difficile » y a été observée.

### Presse écrite
- Liste de journaux soudanais (en)

### Télévision
- Télévision au Soudan (en)

### Internet
- Internet au Soudan (en)

## Littérature
- Littérature soudanaise (en)
- Liste d'écrivains soudanais[9], List of Sudanese writers, dont :
- Selim Aga (en) (1826-1875)
- 1900-1950 : Rashad Hashim (1902–1948), Muhammad Ahmad Mahgoub (1908–1976), Al-Tijani Yusuf Bashir (1912-1937),
- 1960-1980 : Tayeb Salih (1929-2009), Al-Nur Osman Abkar, Mohammed Abdul-Hayy (en) (1944-1989), Ali El-Makk (en) (1937-1992), Salah Ahmed Ibrahim (en) (1933-1993)
- 1990-2010 : Ibrahim Ishaq (en) (1946-2021)
- Poésie
  - 1900-1950 : Al Hardallo (?-1911), Hamza al-Malik Tambal, Tijani Youssif Bashir, Abdallah Al-Tayyib, Muhammad Al-Fayturi
  - 1980-2010[10] : Salah Ahmed Ibrahim (en) (1933-1993), Bushra El Fadil, Alim Abbas, Kamal Al-Jazuli, Nassar El Hajj, Issam Ragab, Afif Ismail, Al-Saddiq Al-Raddi, Mahjoub Sharif (en) (1948-2014)
- Récits, romans, nouvelles[11],[9]
  - Osman Ali Nour, Osman Mohammad Hashim (Tajuj, 1948)
  - Malkat Ed-Dar Mohamed (1920-1969)
  - Tayeb Salih (1929-2009), Saison de la migration vers le nord (1966), The Wedding of Zein (en) (1962)
  - Francis Deng, dinka, The Seed of Redemption (1986), Cry of the Owl (1991)
  - Ibrahim Ishaq Ibrahim, Akhbâr al-bint Miyakaya (L’histoire de la jeune Miyakaya)
  - Jamal Mahjoub, Raouf Musad-Basta, Tarek Eltayeb, Leila Aboulela, Ahmad al-Malik
  - Bushra Elfadil (en) (1952-)
  - Abdelaziz Baraka Sakin (1963-), Les Jango (2009), Le Messie du Darfour (2012)
  - Leila Aboulela (1964-), La Traductrice (2002)[12] (en anglais)
  - Mansour El Souwaim (en) (1970-)
  - Hamed al-Nazir (en) (1975-)
  - Rania Mamoun (en) (1979-)
  - Hammour Ziada (1979-)
  - Stella Gaitano (1979-)
  - Rania Mahmoun (1979-)
  - Sabah Sanhouri (1990-)
  - Al-Hassan Bakri
- Théâtre
  - Khaled Abou Russ, Tajouj et El Mahallaq (1971)[13]
  - Leila Aboulela (1964-)
  - Mohammed Moftahh Elfitory (en)
- Essais (sociologie, religion, politique...)
  - politique
    - Fatima Ahmed Ibrahim (1933 – )
    - Sadeq al-Mahdi (1936 – )
    - Taban lo Liyong (1939-)
    - Abdel Khaliq Mahjub ( – 1971)
    - Muhammad Ibrahim Nugud (en) (1930–2012)

  - religion
    - Abdullahi Ahmed An-Na'im
    - Mahmoud Mohamed Taha (1909–1985)
    - Hassan al-Tourabi (1932-2016)
- en anglais
  - Jamal Mahjoub (1961-), auteur de romans policiers soudano-égyptiens (Parker Bilal)
  - Safia Elhillo (1990-)
  - Yassmin Abdel-Magied (en) (1991-)
  - Emtithal Mahmoud (1993-)
  - Daoud Hari (en)

## Arts visuels
- Arts visuels, Arts plastiques, Art brut, Art urbain
- Art africain traditionnel, Art contemporain africain
- Artistes par pays
- Art au Soudan[14], École de Khartoum
- Arts visuels au Soudan (en)

### Artistes soudanais
- Artistes soudanais
  - Tahia Halim (1919-2003)
  - Osman Waqialla (1925-2007), calligraphe, graphiste
  - Ibrahim el-Salahi (1930-)
  - Mo Abbaro (en) (1933-2016)
  - Kamala Ibrahim (en) (1939-)
  - Hassan Musa (en) (1951-)[15]
  - Fathi Hassan (1957-)
  - Ibrahim Barssi (ig) (1970-)
  - Adam D. H. Hinawi dit Adam Dalfalla
  - Nezar Musa Noreen
  - Mohammad Omar Khalil (1936-)[16]

### Peinture
- Peinture, Catégorie:Peinture par pays
- Ibrahim el-Salahi (1930-)
- Peinture ancienne : Évêque Petros avec Saint-Pierre Apôtre (en), Fresque de Sainte-Anne (en)

## Arts du spectacle
- Spectacle vivant, Performance, Art sonore
- Institut français du Soudan (Khartoum et Djouba)

### Musiques
- Musique par pays, Musique improvisée, Improvisation musicale
- Musique du Soudan (en)
- Musique haoussa (en)
- Musiciens soudanais
- Chanteurs soudanais, Liste de chanteurs soudanais (en)
  - Ibrahim al Kashif (en) (1920c-?)
  - Abdel Karim al Kabli (en) (1932-), chanteur et compositeur
  - Sayed Khalifa (en) (1928-), chanteur
  - Mohammed Wardi (1932-2012), chanteur et chansonnier
  - Khojali Osman (en) (1950c-1994)
  - Abdel Aziz El Mubarak (1951-), chanteur
  - Mostafa Sid Ahmed (en) (1953-1996)
  - Mohamed Badawi (en) (1965-)
  - Abdel Gadir Salim
  - Rasha (en) (1971-)
  - Emmanuel Jal (1980), hip-hop
  - Alsarah (1982-), chanteuse
  - Bas (1987-), rappeur
  - Aïcha Musa Ahmad, une des premières chanteuses à se produire à la radio soudanaise, pendant la Seconde Guerre mondiale.

### Danse(s)

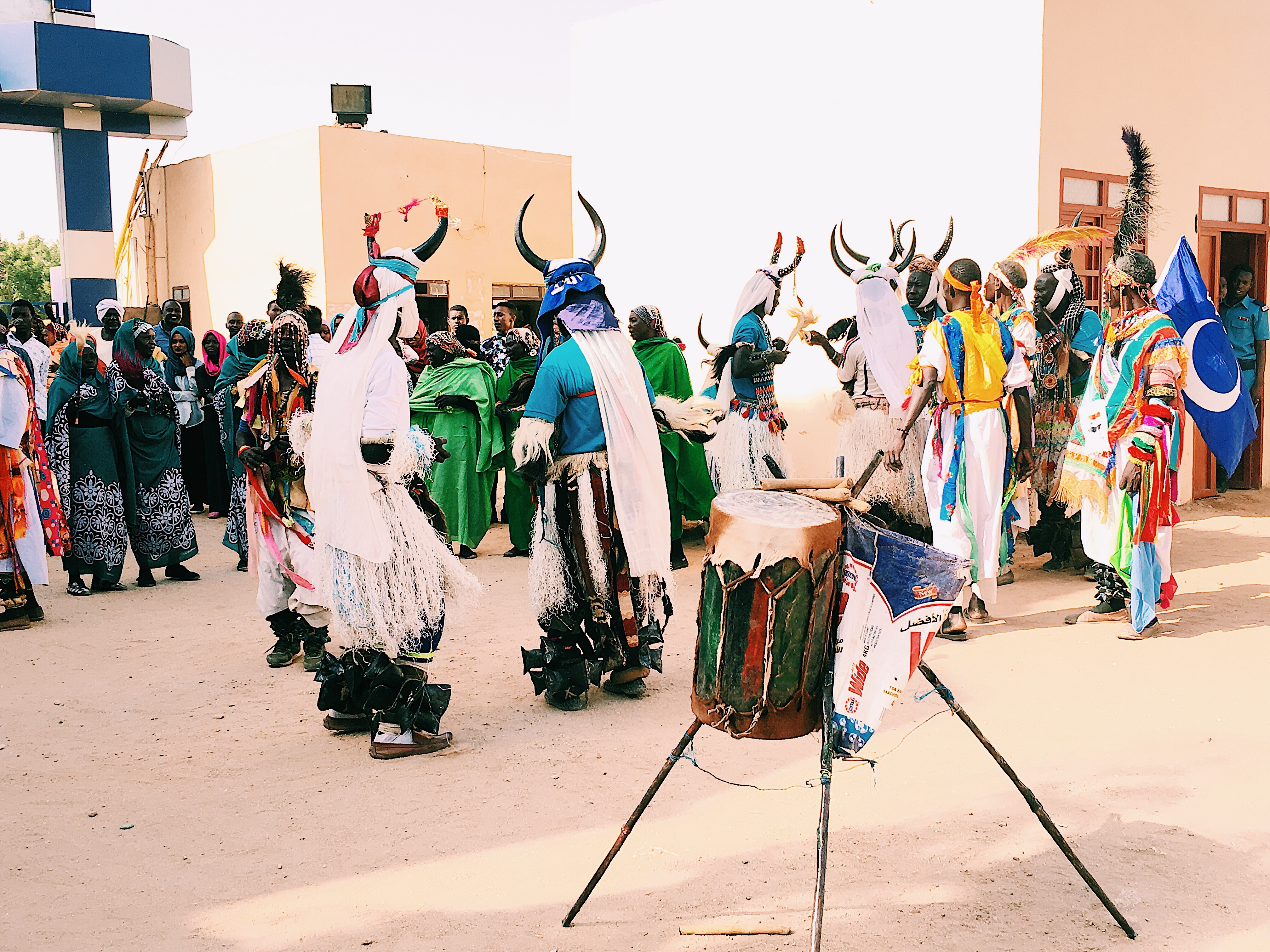
Mise en scène de danses traditionnelles.
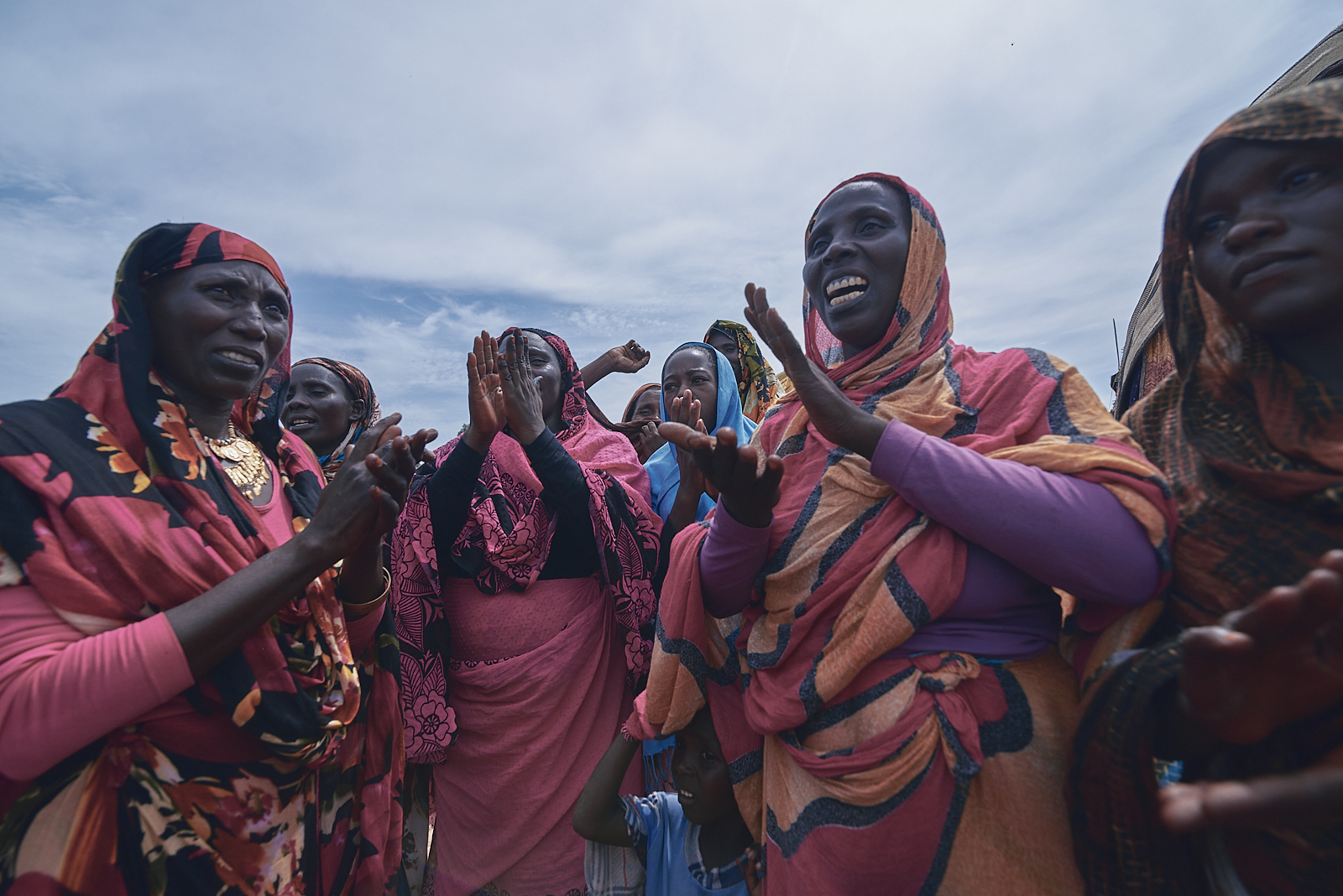
Des femmes du Darfour dansent lors d'une cérémonie de baptême
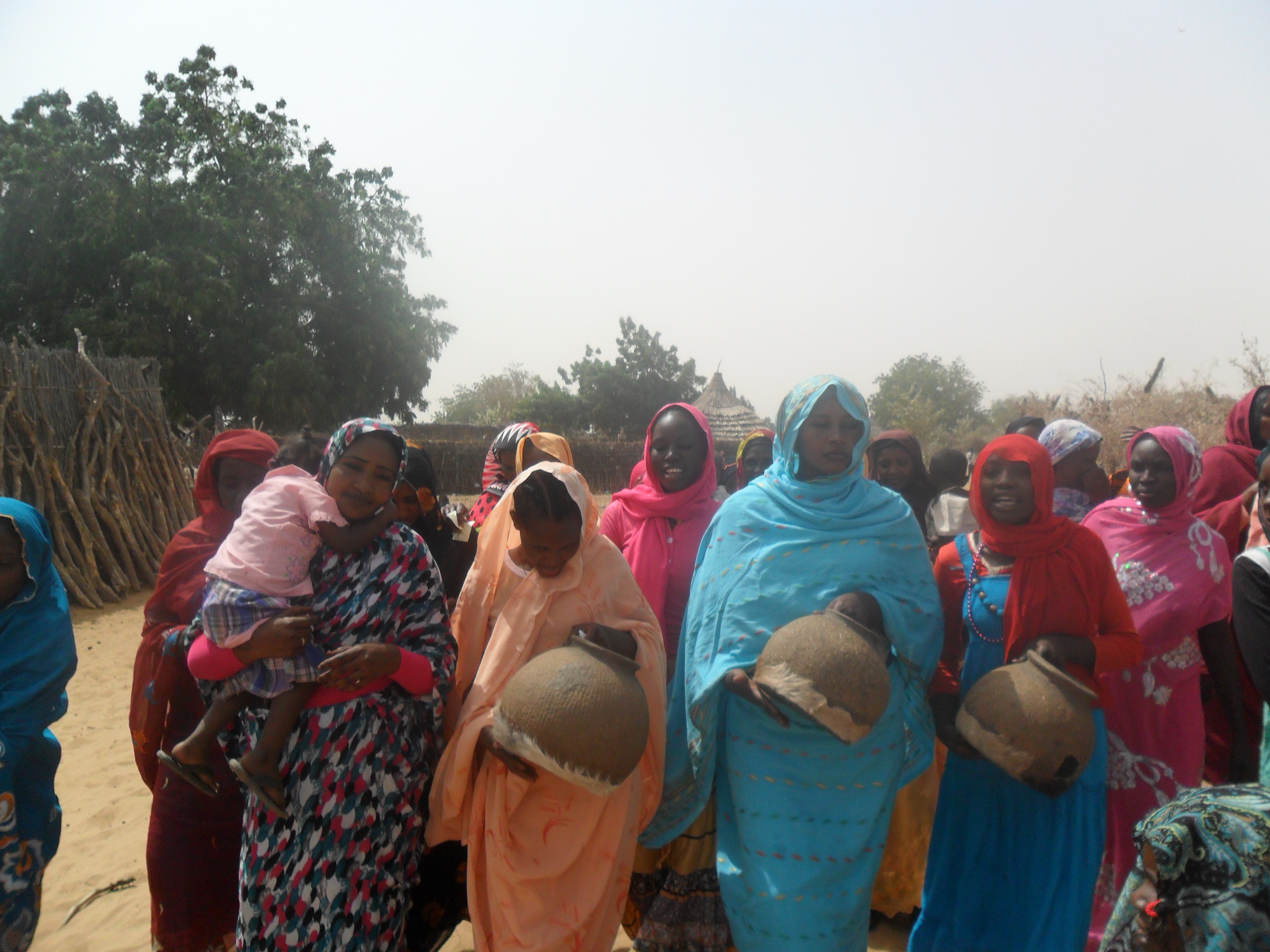
cérémonie traditionnelle de mariage au Soudan

- Liste de danses

### Théâtre
- Improvisation théâtrale, Jeu narratif
- Théâtre National (Soudan, Omdurman) (en)

### Autres: marionnettes, mime, pantomime, prestidigitation
- Arts de la rue, Arts forains, Cirque,Théâtre de rue, Spectacle de rue,
- Marionnette, Arts pluridisciplinaires, Performance (art)…

### Cinéma
- Réalisateurs : Gadalla Gubara (en), Marwa Zein
- Cinéma au Soudan : Conversations avec Gadalla Gubara (2008)
- Films soudanais
- Films se déroulant au Soudan
- Courts métrages d'animation soudanais
- Cinéma arabe
- Liste des longs métrages soudanais proposés à l'Oscar du meilleur film international

### Autres
- Vidéo, Jeux vidéo, Art numérique, Art interactif
- Réseau africain des promoteurs et entrepreneurs culturels (RAPEC), ONG
- Société africaine de culture, association (SAC, 1956), devenue Communauté africaine de culture (CAC)
- Congrès des écrivains et artistes noirs (1956)
- Festival mondial des arts nègres (1966, 2010)
- Confréries de chasseurs en Afrique

## Tourisme
- Tourisme au Soudan
- Attractions touristiques au Soudan
- Tourisme au Sud Soudan (en)
- Attractions touristiques au Sud Soudan, Vie sauvage au Sud Soudan (en)
- Conseils (diplomatie.gouv.fr) aux voyageurs pour le Soudan, et pour le Soudan du Sud
- Conseils (international.gc.ca) aux voyageurs pour le Soudan, et le Soudan du Sud

## Patrimoine

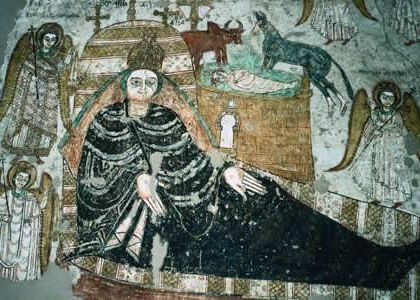
Fresque de la cathédrale de Faras.

Le programme Mémoire du monde (UNESCO, 1992) n'a rien inscrit pour ce pays dans son registre international Mémoire du monde (au 14/01/2016).

### Musées et autres institutions
- Liste de musées au Soudan

### Liste du Patrimoine mondial
Plusieurs éléments soudanais sont inscrits au titre du patrimoine mondial par l'UNESCO.

### Patrimoine culturel immatériel de l'humanité
1 pratique soudanaise est inscrite au titre du patrimoine culturel immatériel de l'humanité par l'UNESCO.

### Discographie
- (en) Songs of the Sudan, Nimbus Records Ltd, Monmouth, 1999
- (en) Sudan : songs of the Nile, Victor Entertainment Inc., Japon, 2000
- (en) Sudan : Muwashshah, Victor Entertainment Inc., Japon, 2000
- Soudan : le blues de Khartoum, Institut du monde arabe, Paris ; distrib. Harmonia mundi, Arles, 1999
- Soudan : Chants et tambours de Nubie Al-Nûbatiyya, Institut du monde arabe, Paris ; distrib. Harmonia mundi, Arles, 2003
- Chants sacrés de Nubie et de Kordofan, Institut du monde arabe, Paris ; distrib. Harmonia mundi, Arles, 2003
- Au royaume de la lyre : Soudan : Osman, Gubara & co, Institut du monde arabe, Paris ; distrib. Harmonia mundi, Arles, 2003

### Filmographie
- Sur les traces des pharaons noirs, film documentaire de Stéphane Goël, Centre Georges Pompidou, Paris, 2008, 53 min (DVD)
- Cinéma au Soudan : conversations avec Gadalla Gubara, film de Frédérique Cifuentes, 2008, 52 min